# 楊-米爾斯存在性與質量間隙
楊－米爾斯規範場論與質量間隙是理論物理中規範場論的一道基礎問題，必須在數學上嚴格證明楊－米爾斯場論存在（即需符合構造性量子場論的標準），亦要證明它們有質量間隙，即模型所預測的最輕單粒子態為正質量。2000年，克雷數學研究所懸賞各一百萬元的數學七大千禧年难题，其中一道題為楊－米爾斯規範場論同質量間隙。

## 背景

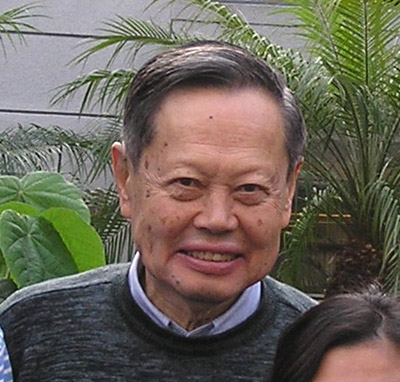
楊振寧

在物理学中，楊-米爾斯理論是一种基于非阿贝尔群的量子规范理论:508。20世纪初，物理学家期待量子理论和经典场论两种思想可以融合:82-83。在这一方向上，最早出现的理论是英国物理学家保罗·狄拉克1927年创立的量子電動力學，简称:7，它提供了对电磁现象的量子描述，成为麦克斯韦理论的一个量子版本，能极为精确地解释电磁场和电磁力。自然而然的，物理学家期待后续的理论能将电磁现象与弱力和强力一道统一起来:2。
1954年杨振宁和罗伯特·米尔斯提出了楊-米爾斯理論，它是对的进一步推广:481。在此基础上统一电磁力和强弱相互作用时，物理学家发现这一理论的「无质量性」成为症结所在:88。经典杨-米尔斯理论的核心是一组非线性偏微分方程，杨-米尔斯存在性与质量间隙难题旨在证明杨-米尔斯方程组有唯一解，并且该解满足「质量间隙」这一特征:90，其官方表述为：对任意紧致、单的规范群，四维欧几里得空间中的量子杨-米尔斯理论存在一个正的质量间隙:6。質量間隙問題是量子色動力學理解強相互作用的理論關鍵，關乎理論物理學的數學基礎，其解決將意味著一個數學上完整的量子規範場論的產生:5。
这一问题的解决前景不甚乐观，爱德华·威滕也直言「（它）对现在而言实在是太难了:92。」物理学家普遍相信质量间隙的存在，但至今未能找到确凿的数学和物理学证明。
杨-米尔斯存在性与质量间隙问题的官方陈述由亚瑟·贾菲和爱德华·威滕写出。
目前所知多數非凡（nontrivial）──即有相互作用──的4維量子場論皆为有截断能标的有效場論。因多數模型的beta-函數是正的，似乎大多數這類模型皆有一支朗道極點，因完全不清楚它們有沒有非凡紫外定點。故此，若每一尺度上皆定義有這樣的量子場論，它只可能為單純的自由場論。
然而，有不可交換結構群的楊-米爾斯理論（無夸克）例外。它有一種性質稱為漸近自由，指它有一平凡（trivial）的紫外定點。因此，可以寄望它成為非凡的構造性（constructive）四維量子場模型。
非交換羣楊-米爾斯理論的色禁閉性已有符合理論物理嚴謹性的證明，但未有符合數理物理嚴謹性的證明。基本上，換言之，過了QCD尺度（或者這裡應稱為禁閉尺度，因為無夸克），那些色荷粒子被色動力學的「流管」連著，所以粒子間有線性勢（「弦」張力x長度）。所以膠子之類自由賀粒子不可能存在。若沒有這些禁閉效應，應見到零質量的膠子；但因它們被禁閉，只見到不帶色荷的膠子束縛態——膠波。凡膠波皆有質量，所以期望質量間隙的存在。
格點規範場論的結果令不少工作者相信，這個模型真的有禁閉現象（由Wilson圈的真空期望值的下降的「面積規律」(area law)看出），但這項結果還沒有符合數學的嚴慬性。